# Studánka U Velkého kamene
Studánka U Velkého kamene je studánka u křižovatky cesty z obcí Bolatice, Borová a Chuchelná v Opavské pahorkatině v okrese Opava v Moravskoslezském kraji. Místo je celoročně volně přístupné.

## Další informace
Studánka je dobře dostupná ze silnice u autobusové zastávky Bolatice, Borová rozcestí. Studánka je ohraničena betonovou skruží a zakrytá malou dřevěnou roubeno stavbou se střechou a její okolí je udržované. Vznik studánky je spojen s legendou o zázračném uzdravení místního občana. Voda je pitná a údajně používaná i pro nemocné. Na místě jsou také lavičky na sezení a „velký“ kámen, který je snad bludným balvanem. Studánka U Velkého kamene, společně s další místní studánkou „V důlku“ (leží mezi obcemi Bolatice a Štěpánkovice), jsou udržované místními občany.

## Galerie

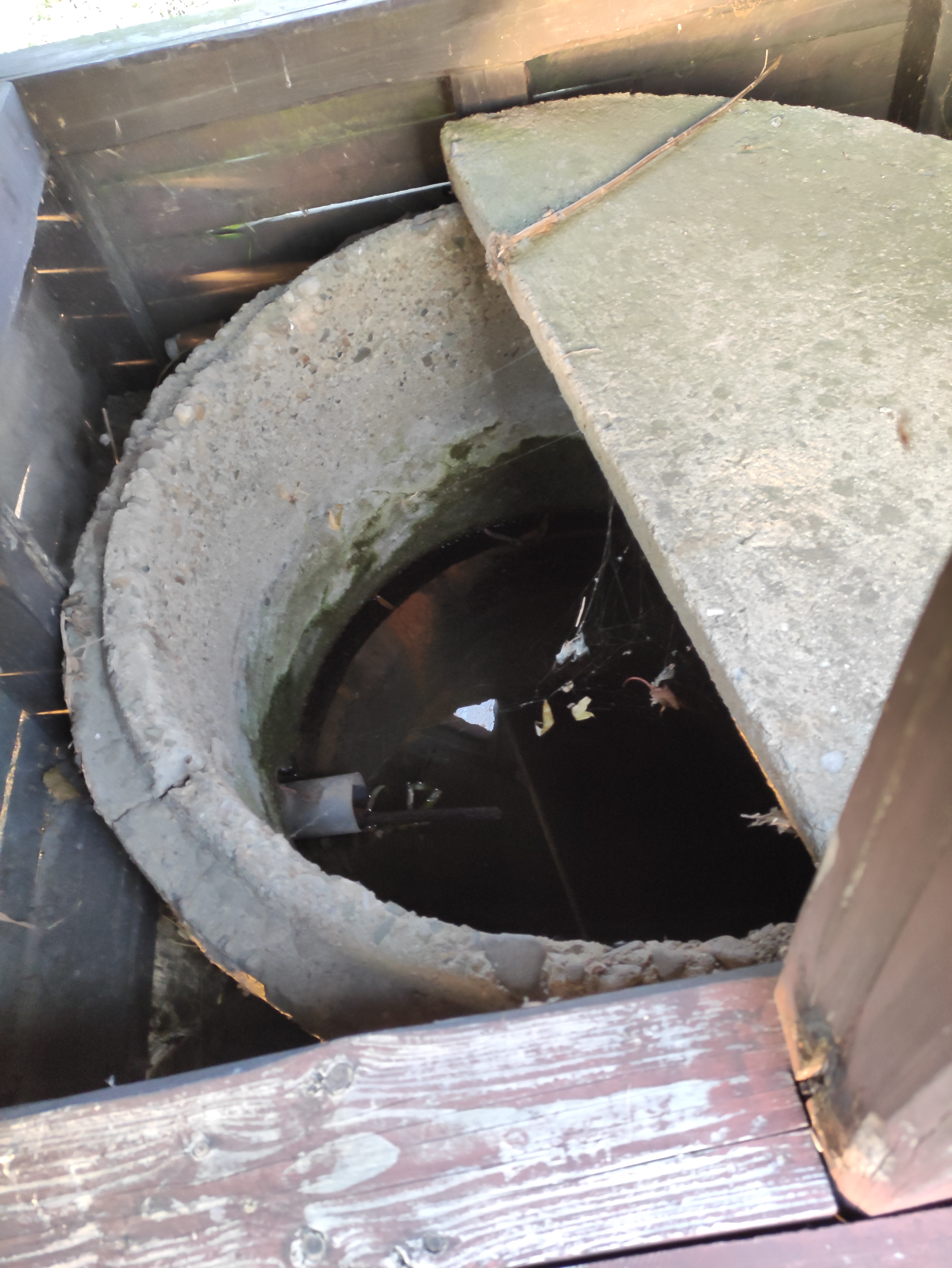